# 謝坤倉命案
謝坤倉命案發生在1995年8月31日，中華民國海軍陸戰隊義務役一兵謝坤倉，因無法適應陸戰隊軍旅生活，不假離營及逾假、逃亡多次後被送入高雄縣鳳山市海軍明德訓練班管訓，管訓第三天卻離奇死亡。是中華民國軍中人權的著名事件。

## 事件經過
謝坤倉是中華民國義務役海軍陸戰隊士兵，1994年12月16日入伍服役，因曾有八次不假離營及逾假紀錄，四次逃亡，1995年4月24日軍法判處有期徒刑一年，緩刑兩年，但謝坤倉回營後仍不斷逾假，關禁閉後又脫逃，所以被部隊長官依「軍紀再教育實施規定」送往鳳山明德訓練班管訓。謝的父親謝丙圳追憶，謝坤倉在海軍陸戰隊接受兩個月的中心訓練後，分配到林園海軍陸戰隊服役，因離家近，常偷溜回家，他與謝母認為這樣下去不行，才和部隊研究送明德班矯正。
1995年8月29日謝坤倉被送往海軍於高雄鳳山的海軍明德訓練班管訓。不料，管訓的第三天8月31日謝即出事，被送往國軍高雄總醫院（802醫院）急救，當晚9時30分，明德訓練班以電話告知謝家，謝坤倉因跳牆逃離訓練班，不慎摔落，頭先著地受傷。
9月1日，謝家人趕往醫院看護，謝坤倉呈現腦死，但接受手術。9月2日早上，軍方約謝家到明德訓練班現場查看，明德訓練班主任上校楊瑞勇指謝翻牆跳下，然後跑了八百公尺到附近洗衣店借一百元以後，被軍方抓回。9月2日晚間，謝家到洗衣店查明事情經過。9月3日，謝坤倉昏迷不醒。
1995年9月4日凌晨一點，謝家人接獲醫院通知，謝坤倉傷重不治。院方表示，死亡原因是頭部外傷造成硬腦膜下方瘀血，嚴重腦傷死亡。

## 驗屍報告

### 第一次相驗
1995年9月5日，軍方檢察官蒲俊維會同特約法醫師鳳山蔡外科醫院蔡善教為謝坤倉相驗，發現謝身上共有18處傷，大多是一般擦傷，傷痕並不明顯，但頭部有一致命傷使頭部顱內出血致死、背部兩道各30公分疑似被撞擊的傷痕。蔡善教認為，背部的傷沒有劃破，可能是遭圓錯器或鈍器擊傷，也有可能是謝坤倉翻牆時，撞到圍牆所致。不過複驗過程家屬和蔡善教多次爭執，因蔡善教指出部分傷痕時，立即推斷謝遭明德訓練班圍牆鐵絲網割傷、或翻牆時被圍牆外的碎石子劃傷，引起家屬不滿，認為蔡預設立場。

### 第二次相驗
由於謝家並不信任法醫蔡善教，故協調時任刑事警察局法醫室主任的知名法醫楊日松協同解剖遺體，1995年9月12日，楊日松與軍事檢察官蒲俊維等人解剖謝的遺體，發現謝坤倉前後腦共有五處傷口，其中依出血狀況研判，謝坤倉是被棍棒打中腦部致死，應非跌倒致死，而且是被三種凶器所傷。楊日松認為跌倒的傷口會有凹凸不平的現象，但謝遺體並無，他肯定謝坤倉是被活活打死的。

## 疑點
軍方最早的說法表示，謝坤倉在事發當天下午四時點多爬牆跌倒，經軍方扶回軍中用晚飯及吃藥粉，但飯和藥粉謝坤倉全部吐出，即將謝隔離至另一間軍房，事發當日晚上七時多再送往國軍高雄總醫院。
之後則有軍官表示，當天下午五時，謝坤倉於勞動服務時間整理菜圃時突然逃跑，隨即被大門口衛哨發現，經衛哨鳴哨制止，謝不理會快跑翻牆而出。該圍牆高三公尺，上緣設有鐵刺絲。尾追上前的衛兵事後報告，曾在謝翻牆後，聽到重擊聲。接著，兩名義務役士兵從大門口出去尋找謝坤倉，在附近洗衣店發現謝，見謝往洗衣店後奔跑，並欲爬上二樓屋頂，兩名衛兵立即從後下方將謝員制伏，並同其他人員在下午五點半將他帶回，當時謝「全身是傷，衣服破損，但以後腦及手腳傷口較大」，曾拍攝照片存證。
明德訓練班主任上校楊瑞勇事發後則說，謝坤倉從訓練班脫逃後，警衛連的衛兵有十多人帶木棍、木槍外出緝捕，官兵並未拿圓鍬或十字鎬，且帶木槍的明德訓練班人員抵達洗衣店時，都留在一樓而沒上樓，只有拿木棍的官兵上樓，事後官兵報告並未毆打謝坤倉，楊瑞勇認為謝應該是跌倒受傷致死，該班官兵追捕謝坤倉的過程，「應該沒有失當之處」，追捕過程有拍照存證。
但是謝家人認為，明德訓練班的牆外是菜園，土壤鬆軟，也無硬物，即使牆有三公尺高，從上跳下頭部也不太可能摔得如此嚴重。另外洗衣店老闆指稱，謝坤倉慌張商借一百元要坐計程車遭拒，被老闆趕出店外，欲乘坐計程車，也被司機拒絕，軍方便有幾十人拿木棍、槍托、步搶、十字鎬及圓鍬等物追上，謝坤倉回頭往洗衣店樓上跑去，軍方尾隨，隨即聽到樓上一陣類似敲打聲，不久見謝坤倉被抬回訓練班。
而謝父表示，謝坤倉被送到醫院的時間是下午四點十五分，部隊卻延遲到晚上才通知家人，謝母則疑慮，謝送往國軍高雄總醫院時，醫師不讓她掀開被單，而9月4日凌晨國軍高雄總醫院通知謝坤倉手術急救無效死亡時，謝坤倉卻全身傷痕累累，尤其兩腋和大腿內側嚴重瘀血，但醫師積極要她捐獻謝坤倉的器官，她認為兒子遭毆打致死，並非軍方所說自己爬牆摔下受傷致死。國軍高雄總醫院則稱，院方完全以一般病患程序處理及治療謝，外科、神經外科醫師主張謝坤倉傷在頭部，最忌身體被亂動。勸導捐贈器官部分，則是「對事不對人」。
醫院方面，家屬指出，9月4日軍事檢察官轉述國軍高雄總醫院說明謝坤倉送到醫院急救的情形，當時院方表示謝「腦部沒有外傷」、死因是「腦水腫」，作了非必要性的腦肌膜移植。但醫院事後解釋卻有不同，改口說「有外傷」、死因是「顱內出血」，移植手術是必要的。其次，家屬院方未經家屬同意就把謝坤倉的維生器材拔除，謝坤倉的女友曾表示，看到謝坤倉仍有微弱心跳，而且口咬手指，應還有生命跡象。但國軍高雄總醫院主治醫師秦學禮堅稱，是在謝坤倉已無生命跡象後才拔除維生器材，事後醫院也都有依照程序。

## 各界反應
謝坤倉命案發生後，軍方相關單位曾經隱瞞事實真相，時任國防部部長的蔣仲苓還一度指媒體歪曲報導，強調軍方對待士兵會像照顧自己子弟一樣；但命案經楊日松鑑定謝坤倉是被打死的，蔣仲苓方改口強調軍方「絕不寬貸」的態度。
1996年8月22日，經監委胡開誠調查之後，認為管訓人員有多項不當之處，只知以暴力制裁，缺乏以德教勵的素養，監察院國防委員會通過對國防部、海軍總司令部及海軍陸戰隊司令部的糾正案，監察院並要求國防部儘速導正明德班的管訓措施，消除不當陋規。

## 起訴
1996年9月25日偵查終結，軍事檢察官分別依教唆及傷害致死罪嫌將十七名官兵提起公訴。除楊瑞勇、蘇永松、李裕誠三人否認涉案外，其他十四人都坦承教唆或毆打謝坤倉致死。
被起訴的十七人是楊瑞勇（海軍明德訓練班班主任-陸戰隊上校）、楊源鐘（海軍明德訓練班行政組少校組長）、蘇永松（海軍明德訓練班第二中隊上尉中隊長）、李裕誠（海軍明德訓練班第二中隊上士區隊長）、吳賜文（海軍明德訓練班下士區隊長）、黃世傑（海軍明德訓練班下士區隊長）、呂諸峰（海軍明德訓練班下士分隊長）、吳兆晃（海軍明德訓練班一等兵分隊長）、施如泰（海軍明德訓練班一等兵分隊長）、詹志平（海軍明德訓練班下士分隊長）、陳惠昌（海軍明德訓練班上等兵分隊長）、劉蓋卿（海軍明德訓練班第二中隊管訓士兵）、鄭心睿（海軍明德訓練班管訓士兵）、陳文賢（海軍明德訓練班管訓士兵）、藍貴郎（海軍明德訓練班管訓士兵）、李明杰（管訓士兵）、余俊慶（海軍明德訓練班管訓士兵）。
起訴書指出，1995年8月31日下午，管訓一兵謝坤倉於勞務時間從警衛連旁翻牆潛逃，警衛連上兵及李裕誠、黃世傑等人追捕，李裕誠、黃世傑在附近的洗衣店內毆打謝坤倉，李裕誠還以鋁製球棒毆打謝坤倉腰部成傷。以戒護車押回班部後，李裕誠、黃世傑二人又用力拖謝坤倉下車，致他腳部多處挫傷。
明德訓練班班主任楊瑞勇未依規定交由法定人員處置，反教唆行政組少校組長楊源鐘到第二中隊唆使該隊人員，於管教謝坤倉時用棉被裹起來「修理、修理」。楊源鐘隨即向下士區隊長吳賜文傳達「修理」的指示，吳告知中隊人員。李裕誠等人將謝坤倉帶到大寢室，分持木棍、鋁棒及啞鈴，或以拳腳毆打謝坤倉頭部、胸部及背部等處，導致謝坤倉頭部外傷、顱內出血、背部瘀血。呂諸峰等人再用棉被裹住謝坤倉毆打，致他全身多處瘀傷。班主任楊瑞勇後下令將謝坤倉送到隔離室，當天晚上，隔離室人員發覺他口吐白沫，先送明德訓練班診療所，再轉國軍高雄總醫院急救。

## 宣判
1995年11月18日陸戰隊軍事法庭二審宣判：明德訓練班前班主任楊瑞勇、前行政組長楊源鐘、前二中隊隊長蘇永松三人因公務員假借職務上之權力，教唆傷害人之身體而致人於死，分別處十一年、九年和十一年有期徒刑，各籬奪公權六、五、六年。前二中隊區隊長李裕誠、黃世傑共同連續傷害人之身體而致人於死，分別處有期徒刑十一年及十年六月，褫奪公權六年。區隊長吳賜文、分隊長呂諸峰、吳兆晃、施如泰、詹志平、陳惠昌等皆因共同傷害而致人於死，判處有期徒刑十年六月至四年不等。另外，管訓學生鄭心睿、陳文賢、李明杰、余俊慶、劉蓋卿、藍貴郎等，都因共同傷害人之身體而致人於死，分處有期徒刑四年八月至四年不等。